# Socorro (wyspa)
Socorro – wyspa wulkaniczna na Oceanie Spokojnym, największa wyspa archipelagu Revillagigedo. Ma powierzchnię 132 km2 i wznosi się na wysokość 1050 m. Ostatnia erupcja miała miejsce w 1994 roku. Wyspa stanowi popularne miejsce do nurkowania, znane z możliwości podwodnych spotkań z delfinami, rekinami i mantami.